# Hyalophora columbia
Hyalophora columbia là một loài bướm đêm thuộc họ Saturniidae. Ở phía đông nó được tìm thấy từ Quebec và Ontario đến Michigan, miền bắc Wisconsin, và tây nam Manitoba. Ở phía tây nó được tìm thấy từ Alberta và Montana phía nam qua Dãy núi Rocky đến tây nam Texas và vào trung bộ México. Glover's Silkmoth, Hyalophora columbia gloveri, đôi khi nó được xem là một loài riêng biệt.

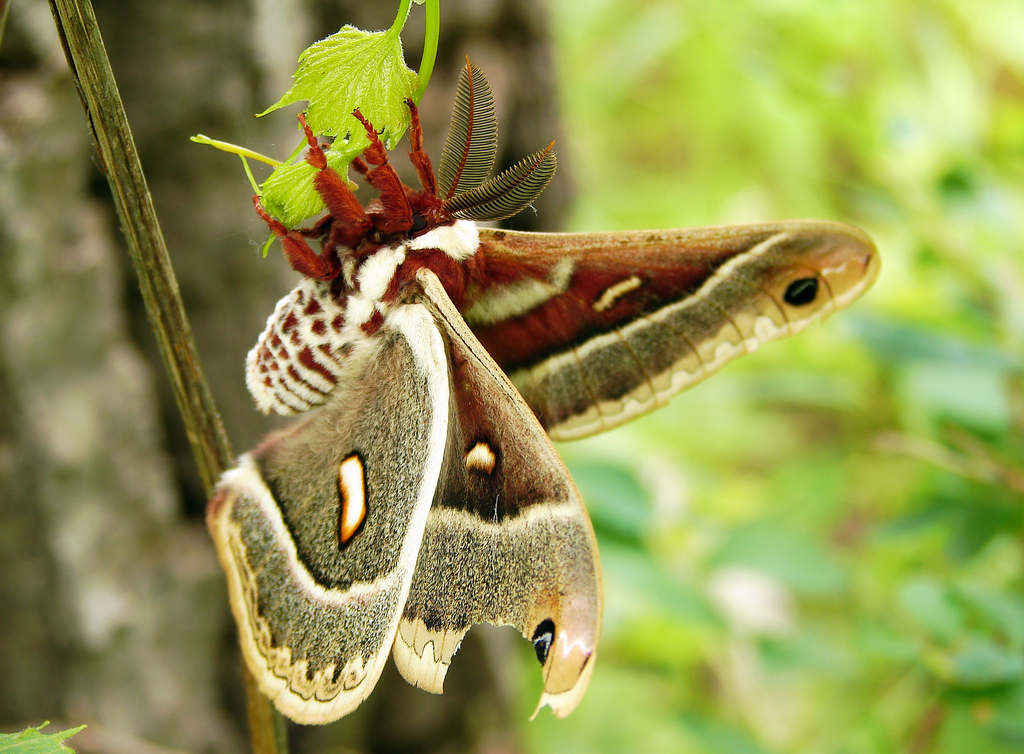

Sải cánh dài 80–100 mm. Con trưởng thành bay từ tháng 5 đến tháng 7. Mỗi năm chỉ có một thế hệ.
Ấu trùng ăn Larix laricina ở miền nam phạm vi của nó. Ngoài ra, chúng được ghi nhận trên Prunus pensylvanica, Alnus rugosa và Betula papyrifera ở miền tây Ontario. Ở phía tây chúng ăn Prunus demissa, Prunus emarginata, Purshia tridentata, Rosa, Salix, Shepherdia argentea, Eleagnus angustifolius và Ceanothus.

## Phân loài
- Hyalophora columbia columbia
- Hyalophora columbia gloveri (Rocky Mountains)